# Anna Angelina
Anna Angelina, gr.: Αννα Αγγελίνα, Anna Angelina (ur. ok. 1176, zm. 1212) – była córką cesarza bizantyńskiego Aleksego III Angelosa i Eufrozyny Dukainy Kamateriny, w latach 1205-1212 cesarzową nicejską.

## Życie
Anna wyszła po raz pierwszy za mąż za sebastokratora Izaaka Komnena krewnego cesarza Manuela I Komnena. Z tego małżeństwa urodziła się córka Teodora Angelina. Wkrótce po wstąpieniu na tron ojca Anny, w 1195 roku, Izaak Komnen poniósł klęskę w bitwie z dążącymi do uniezależnienia się od Bizancjum Bułgarami, w pobliżu twierdzy Seres. Dostał się do niewoli i wkrótce potem zmarł.
Na początku 1200 roku Aleksy III wyprawił podwójne wesele, wydając za mąż swoje dwie córki: Irenę za Aleksego Paleologa i Annę za Teodora Laskarysa. Po zdobyciu Konstantynopola przez krzyżowców w 1204 roku Teodor wraz z Anną i najbliższymi współpracownikami przeniósł się do Azji Mniejszej, gdzie w krótkim czasie zaczęły się wokół nich skupiać siły dążące do odbudowania cesarstwa bizantyńskiego. Teodor przyjął tytuł despotesa, w 1205 roku został proklamowany cesarzem, koronacji pary cesarskiej dokonał na wiosnę 1208 roku w Nicei patriarcha Michał Autoreianos.

## Rodzina
Izaakowi Komnenowi Anna urodziła córkę:
- Teodorę Angelinę.

Z Teodorem Laskarysem miała dwóch synów i trzy córki:
- Mikołaja Laskarysa (zm. ok. 1212)
- Jana Laskarysa (zm. ok. 1212)
- Irenę Laskarinę, która poślubiła najpierw generała Andronika Paelologa, a następnie Jana III Watatzesa,
- Marię Laskarinę, która poślubiła króla węgierskiego Belę IV,
- Eudoksję Laskarinę, zaręczoną z cesarzem łacińskim – Robertem de Courtenay.

## Związki z Angelosami
| Imię                                                                             | Lata życia | 1 małżeństwo                     | 2 małżeństwo                    | 3 małżeństwo                | Uwagi                      |
| -------------------------------------------------------------------------------- | ---------- | -------------------------------- | ------------------------------- | --------------------------- | -------------------------- |
| Dzieci Aleksego III Angelosa 1153–1211 – ojca                                    |            |                                  |                                 |                             |                            |
| Z Eufrozyną Dukainą Kamateriną poślubioną w 1169 roku                            |            |                                  |                                 |                             |                            |
| Irena Angelina                                                                   |            | z Andronikiem Kontostefanosem    | z Aleksym Paleologiem           |                             | babka Michała Paleologa    |
| Anna Angelina                                                                    | 1176–1212  | z Izaakiem Komnenem do 1195      | z Teodorem Laskarysem 1200-1212 |                             | cesarzowa nicejska od 1205 |
| Eudoksja Angelina                                                                | zm. 1211   | ze Stefanem Nemaniczem 1190-1198 | z Aleksym Murzuflosem w 1204    | z Leonem Sgurosem 1204-1210 |                            |
| Dzieci Izaaka II Angelosa 1156–1204 – stryja                                     |            |                                  |                                 |                             |                            |
| Z Heriną (Ireną) prawd. Paleologiną (oddaloną lub zmarłą najpóźniej w 1185 roku) |            |                                  |                                 |                             |                            |
| Eufrozyna Angelina                                                               |            |                                  |                                 |                             | wstąpiła do zakonu         |
| Irena Angelina                                                                   | 1181–1208  | z Rogerem Sycylijskim w 1193     | z Filipem Szwabskim 1197-1208   |                             |                            |
| Aleksy IV Angelos                                                                | 1182–1204  |                                  |                                 |                             | cesarz 1203 – 1204         |
| Z Małgorzatą Węgierską poślubioną w lutym 1186 roku                              |            |                                  |                                 |                             |                            |
| Jan Angelos                                                                      | 1193–1259  |                                  |                                 |                             | władał Syrmią i Bač;       |
| Manuel Angelos                                                                   | 1195–1212  |                                  |                                 |                             |                            |